# Coulanges (Allier)
Coulanges és un municipi francès, situat al departament de l'Alier i a la regió d'Alvèrnia-Roine-Alps. L'any 2007 tenia 315 habitants.

## Demografia

### Població
El 2007 la població de fet de Coulanges era de 315 persones. Hi havia 141 famílies de les quals 38 eren unipersonals (21 homes vivint sols i 17 dones vivint soles), 50 parelles sense fills, 45 parelles amb fills i 8 famílies monoparentals amb fills.
La població ha evolucionat segons el següent gràfic:
Habitants censats

### Habitatges
El 2007 hi havia 178 habitatges, 139 eren l'habitatge principal de la família, 12 eren segones residències i 26 estaven desocupats. 175 eren cases i 2 eren apartaments. Dels 139 habitatges principals, 86 estaven ocupats pels seus propietaris, 52 estaven llogats i ocupats pels llogaters i 2 estaven cedits a títol gratuït; 7 tenien dues cambres, 31 en tenien tres, 46 en tenien quatre i 55 en tenien cinc o més. 98 habitatges disposaven pel capbaix d'una plaça de pàrquing. A 66 habitatges hi havia un automòbil i a 59 n'hi havia dos o més.

### Piràmide de població
La piràmide de població per edats i sexe el 2009 era:
| Homes | Edats   | Dones |
| ----- | ------- | ----- |
| 0     | 95 o +  | 0     |
| 4     | 90 a 94 | 4     |
| 0     | 85 a 89 | 4     |
| 0     | 80 a 84 | 8     |
| 8     | 75 a 79 | 16    |
| 12    | 70 a 74 | 0     |
| 12    | 65 a 69 | 8     |
| 4     | 60 a 64 | 8     |
| 4     | 55 a 59 | 12    |
| 0     | 50 a 54 | 16    |
| 12    | 45 a 49 | 4     |
| 8     | 40 a 44 | 16    |
| 20    | 35 a 39 | 12    |
| 8     | 30 a 34 | 16    |
| 8     | 25 a 29 | 8     |
| 4     | 20 a 24 | 4     |
| 12    | 15 a 19 | 0     |
| 12    | 10 a 14 | 16    |
| 8     | 5 a 9   | 8     |
| 4     | 0 a 4   | 4     |

## Economia
El 2007 la població en edat de treballar era de 198 persones, 135 eren actives i 63 eren inactives. De les 135 persones actives 126 estaven ocupades (73 homes i 53 dones) i 9 estaven aturades (3 homes i 6 dones). De les 63 persones inactives 18 estaven jubilades, 15 estaven estudiant i 30 estaven classificades com a «altres inactius».

### Ingressos
El 2009 a Coulanges hi havia 134 unitats fiscals que integraven 322 persones, la mediana anual d'ingressos fiscals per persona era de 14.813,5 €.

### Activitats econòmiques
Dels 11 establiments que hi havia el 2007, 1 era d'una empresa alimentària, 1 d'una empresa de fabricació d'altres productes industrials, 3 d'empreses de construcció, 3 d'empreses de comerç i reparació d'automòbils, 1 d'una empresa d'hostatgeria i restauració, 1 d'una empresa immobiliària i 1 d'una empresa classificada com a «altres activitats de serveis».
Dels 5 establiments de servei als particulars que hi havia el 2009, 1 era un taller de reparació d'automòbils i de material agrícola, 1 guixaire pintor, 2 lampisteries i 1 restaurant.
Dels 2 establiments comercials que hi havia el 2009, 1 era una botiga de menys de 120 m² i 1 una fleca.
L'any 2000 a Coulanges hi havia 14 explotacions agrícoles que ocupaven un total de 1.611 hectàrees.

## Equipaments sanitaris i escolars
El 2009 hi havia una escola elemental integrada dins d'un grup escolar amb les comunes properes formant una escola dispersa.

## Poblacions properes
El següent diagrama mostra les poblacions més properes.